# Regiunea Diana

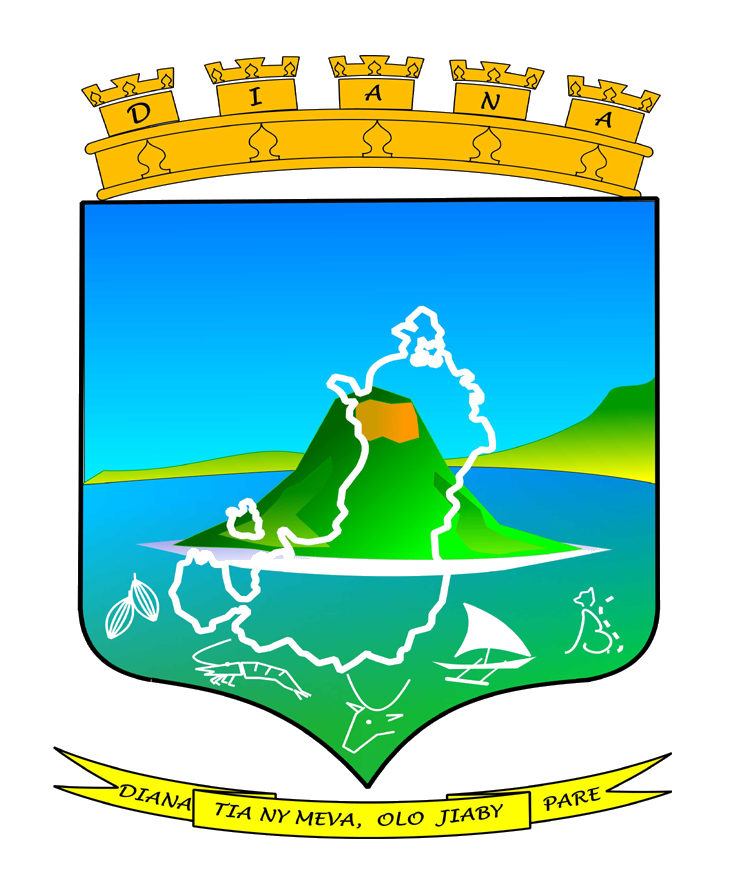
Stema regiunii Diana

Regiunea Diana este o regiune din Madagascar în partea de nord-est a insulei. Se învecinează cu regiunile Sava la sud-est și Sofia la sud-vest. Se întinde pe o suprafață de 19.266 km2 și avea o populație de 889.736 de locuitori în 2018.Reședința sa este orașul Antsiranana (cunoscută anterior ca Diego Suarez).

## Geografie

### Râuri
Principalele râuri din regiunea Diana sunt:
- Râul Besokatra
- Râul Irodo
- Râul Loky
- Râul Mahavavy
- Râul Ramena
- Râul Saharenana
- Râul Sambirano

### Arii protejate și atracții pentru vizitatori
Următoarele parcuri naționale, rezervații și atracții pentru vizitatori sunt situate în Diana:
- Ambodivahibe Arie protejată nouă
- Andrafiamena Andavakoera Arie protejată nouă
- Nosy Antsoha Arie protejată nouă
- Ampasindava Arie protejată nouă
- Galoko Kalobinono Arie protejată nouă
- Oronjia Arie protejată nouă
- Parcul Național Amber Mountain
- Rezervația Analamerana
- Rezervația Ankarana
- Parcul Național Lokobe
- Rezervația Manongarivo
- Parcul Național Tsaratanana
- Parcul Național Nosy Hara
- Nosy Tanikely National Park
- Ambohitr'Antsingy (Montagne des Français) Noua arie protejată
- Ankarea Arie protejată nouă
- Ankivonjy Arie protejată nouă
- Parte din COMATSA Avaratra Noua arie protejată
- Parte din COMATSA Atsimo Arie protejată nouă
- Tsingy Rouge

## Diviziuni administrative
Regiunea Diana este împărțită în cinci districte, care sunt subdivizate în 51 de comune. Raioanele sunt enumerate mai jos cu populațiile lor din 2013:
- Districtul Ambanja - 18 comune; 190.435 locuitori
- Districtul Ambilobe - 15 comune; 216.145 locuitori
- Districtul Antsiranana I 1 comună; 115.015 locuitori; orașul Antsiranana
- Districtul Antsiranana II - 16 comune; 105.416 locuitori; zona rurală din jurul orașului
- Districtul Nosy Be 1 comună; 73.010 locuitori; insula Nosy Be

## Transport
- Porturi maritime în Antsiranana și Nosy Be
- 2 aeroporturi regionale, Aeroportul Antsiranana și Aeroportul Nosy Be
- 2 aeroporturi locale în Ambanja și Ambilobe
- Regiunea este traversată de Route Nationale 6  pavat (Antsiranana - Ambilobe - Ambanja) și  Route Nationale 5a neasfaltat de la Ambilobe la  Iharana.

## Economie

### Pescuit
Antsiranana este un important port de pescuit ton. Există, de asemenea, o fabrică de conserve de ton. Alte produse pescărești importante sunt creveți (2.813.291 kg exportați în 2002) și castravete de mare⁠(d).

### Agricultură
Principalele culturi sunt:
- agricultura de subzistență: 75.510 ha (67% din suprafața cultivată): orez, manioc, porumb, fasoles, cartof dulce și cartof
- culturi de numerar: 21.560 ha (19% din suprafața cultivată): cafea, pepper, cacao și vanilie
- culturi industriale: 15.420 ha (13% din suprafața cultivată): trestie de zahăr, arahides și bumbac

Există, de asemenea, producții importante de uleiuri esențiale (în principal ylang ylang dar și palmarosa, vetyver și busuioc) pe 2465 ha în regiunile Nosy Be și Ambanja.
- Creșterea bovinelor: în 2002, regiunea conținea 308.530 bovines, 53.980 porcine, 2.840 ovine și 44.520 caprăs.

### Minerit
Pozzolana, var, aur, safir, grafit, plumb, zinc, corundum, ametist, granat, zircon, cordierit, cuarț, beril și ilmenit sunt extrase în regiune.
- Mina Ampasindava, o mină de pământuri rare.